# Phalacrocoracidae
I Falacrocoracidi (Phalacrocoracidae Reichenbach, 1850) sono una famiglia di uccelli dell'ordine Suliformes.
I cormorani sono conosciuti anche come Corvus marinus o corvi marini.

## Tassonomia
La famiglia comprende i seguenti generi e specie:
- Microcarbo Bonaparte, 1856 (5 specie)
  - Microcarbo melanoleucos (Vieillot, 1817) - cormorano bianconero minore
  - Microcarbo africanus (J.F.Gmelin, 1789) - cormorano africano
  - Microcarbo coronatus (Wahlberg, 1855) - cormorano coronato
  - Microcarbo niger (Vieillot, 1817) - cormorano minuto
  - Microcarbo pygmeus (Pallas, 1773) - marangone minore
- Poikilocarbo Boetticher, 1935
  - Poikilocarbo gaimardi - cormorano zamperosse (Phalacrocorax gaimardi)
- Urile Bonaparte, 1855
  - Urile penicillatus - cormorano di Brandt (Phalacrocorax penicillatus)
  - Urile urile - cormorano facciarossa (Phalacrocorax urile)
  - Urile pelagicus - cormorano pelagico (Phalacrocorax pelagicus)
- Phalacrocorax Brisson, 1760 (22 specie)
  - Phalacrocorax gaimardi (Lesson & Garnot, 1828) - cormorano zamperosse
  - Phalacrocorax harrisi (Rothschild, 1898) - cormorano delle Galápagos
  - Phalacrocorax neglectus (Wahlberg, 1855) - cormorano ripario
  - Phalacrocorax punctatus Sparrman, 1786 - cormorano macchiato
  - Phalacrocorax featherstoni Buller, 1873 - cormorano di Pitt
  - Phalacrocorax perspicillatus Pallas, 1811 - cormorano di Pallas †
  - Phalacrocorax penicillatus (Brandt, 1837) - cormorano di Brandt
  - Phalacrocorax pelagicus Pallas, 1811 - cormorano pelagico
  - Phalacrocorax urile (Gmelin, 1789) - cormorano facciarossa
  - Phalacrocorax brasilianus (Gmelin, 1789) - cormorano neotropicale
  - Phalacrocorax auritus (Lesson, 1831) - cormorano orecchiuto
  - Phalacrocorax aristotelis (Linnaeus, 1761) - marangone dal ciuffo
  - Phalacrocorax fuscescens (Vieillot, 1817) - cormorano faccianera
  - Phalacrocorax fuscicollis Stephens, 1826 - cormorano indiano
  - Phalacrocorax sulcirostris (Brandt, 1837) - cormorano nero
  - Phalacrocorax varius (Gmelin, 1789) - cormorano bianconero maggiore
  - Phalacrocorax carbo (Linnaeus, 1758) - cormorano comune
  - Phalacrocorax lucidus (Lichtenstein, 1823) - cormorano pettobianco
  - Phalacrocorax capillatus (Temminck e Schlegel, 1850) - cormorano del Giappone
  - Phalacrocorax capensis (Sparrman, 1789) - cormorano del Capo
  - Phalacrocorax nigrogularis Ogilvie-Grant e Forbes, 1899 - cormorano di Socotra
  - Phalacrocorax magellanicus (Gmelin, 1789) - cormorano di Magellano
- Gulosus Montagu, 1813
  - Gulosus aristotelis - marangone dal ciuffo (Phalacrocorax aristotelis)
- Nannopterum Sharpe, 1899
  - Nannopterum harrisi - cormorano attero delle Galapagos (Phalacrocorax harrisi )
  - Nannopterum brasilianum - cormorano neotropicale (Phalacrocorax brasilianus)
  - Nannopterum auritum - cormorano orecchiuto (Phalacrocorax auritus)
- Leucocarbo Bonaparte, 1856 (15 specie)
  - Leucocarbo bougainvillii (Lesson, 1837) - cormorano guanay
  - Leucocarbo atriceps (King, 1828) - cormorano imperiale
  - Leucocarbo georgianus (Lönnberg, 1906)) - cormorano di South Georgia
  - Leucocarbo bransfieldensis (Murphy, 1936) - cormorano antartico
  - Leucocarbo nivalis (Falla, 1937) - cormorano di Heard
  - Leucocarbo melanogenis (Blyth, 1860) - cormorano delle Crozet
  - Leucocarbo purpurascens (Brandt, 1837) - cormorano delle Macquarie
  - Leucocarbo verrucosus (Cabanis, 1875) - cormorano delle Kerguelen
  - Leucocarbo carunculatus (J.F.Gmelin, 1789) - cormorano caruncolato
  - Leucocarbo chalconotus (G.R.Gray, 1845) - cormorano bronzeo
  - Leucocarbo stewarti (Ogilvie-Grant, 1898) - cormorano di Foveaux
  - Leucocarbo onslowi (H.O.Forbes, 1893) - cormorano delle Chatham
  - Leucocarbo campbelli (Filhol, 1878) - cormorano di Campbell
  - Leucocarbo colensoi (Buller, 1888) - cormorano delle Auckland
  - Leucocarbo ranfurlyi (Ogilvie-Grant, 1901) - cormorano delle Bounty